# Retaule gòtic de Santa Maria del Camí
El Retaule gòtic de Santa Maria del Camí és una pintura al temple sobre fusta de Joan Massana, de 2,23 × 1,33 m. que pertany a la primitiva església gòtica de Santa Maria del Camí i que avui es troba conservada a l'Ajuntament d'aquesta vila.
En un primer moment es va atribuir a Joan Daurer. Les troballes documentals duites a terme per Josep Capó varen establir l'atribució definitiva a Joan Massana.

## Història
La compra del retaule va ser a través de les aportacions dels habitadors de la vila de Santa Maria. El 9 de novembre de 1385 es va fer una talla per lo retaula de la igleç a la qual hi contribuïren 25 persones i es recaptaren 25 lliures i 12 sous. Joan Massana va rebre l'encàrrec de fer un retaule de fusta, or, argent e altres colors necessàries a obs de la ygleya de dita parròquia. El seu valor total es va estimar en 120 lliures, pagadores en tres terminis.
Les dificultats per aconseguir aquesta suma varen ser moltes. Massana i el rector Jaume Munar, el novembre de 1390, urgien els jurats de la universitat a pagar el que devien. El Veguer de Ciutat va donar ordre de subhasta de penyores per aconseguir els doblers que el pintor reclamava. El batle va ser reprès per no haver fet la subhasta de béns de la universitat o propis dels jurats. Al final, Pere Burguera, cap de guaita, va anar a Santa Maria per encantar un rossí i un ase senyalats pels jurats per pagar 15 lliures al rector i al pintor. Al batle, Andreu Roca, se li imposà una multa de 25 lliures dels seus béns propis.
Quan, en el s. XVIII, devers el 1718, la primitiva església gòtica va donar pas a un temple barroc, molt més gran i amb un retaule en consonància amb el nou edifici, el retaule gòtic de Joan Massana va ser retornat a l'ajuntament que, amb tantes dificultats, l'havia pagat en el s. XIV.

## Descripció
La taula, en el seu cos central, representa la Verge asseguda sobre un coixí bombat. Sosté amb una mà el nin Jesús mentre amb l'altra aguanta un fil de l'ocell amb el qual el nin juga (una cadernera). Les figures de les santes, a les capelles laterals, són Santa Úrsula (amb l'atribut de les fletxes), Santa Llúcia (amb els ulls), Santa Bàrbara i Santa Apol·lònia, més dues més, més petites, no identificades. A la cimera hi figura la Crucifixió, entre roques, tenint per fons la murada de la ciutat santa. Al costat del crucificat hi ha, drets, Maria i Sant Joan. Fora del triangle, el cel és representat com a fons blau, amb estels daurats i puntejats.

## Estil
Per l'estil el retaule correspon al període gòtic dels darrers segles. El fons daurat amb incisions a punxó de motius florals s'aconseguia aplicant una finíssima pel·lícula de pa d'or. Una representació semblant del nin Jesús amb ocell la trobam a Santa Maria la Major d'Inca, obra de Joan Daurer de 1373. Es tracta d'un element humanitzador de la divinitat. El prototipus de la Verge entronitzada amb el Nin surt del romànic, representada com Maiestas Mariae. El gòtic fa evolucionar la figura cap a models més humans, menys hieràtics, juntament amb l'intent de crear una sensació d'espai i profunditat amb els respatlers de la trona.

## Restauracions
El retaule ha sofert diferents restauracions. Devers el 1960 Artur Cividini el va restaurar a despeses de la Fundació March. El 1992 es va procedir a una segona restauració de banda de Josep M. Pardo i el 1998 va ser sotmès a algunes intervencions per part de Miquel Segura.